# Todaraisingh
Todaraisingh är en ort i Indien.   Den ligger i distriktet Tonk och delstaten Rajasthan, i den centrala delen av landet, 300 km sydväst om huvudstaden New Delhi. Todaraisingh ligger 345 meter över havet och antalet invånare är 22 613.
Terrängen runt Todaraisingh är huvudsakligen platt, men söderut är den kuperad. Runt Todaraisingh är det ganska tätbefolkat, med 155 invånare per kvadratkilometer. Det finns inga andra samhällen i närheten. Trakten runt Todaraisingh består till största delen av jordbruksmark.